# Gedko Sasinowic
Gedko I, Gedko Sasinowic (ur. ok. 1160, zm. 1223) – biskup rzymskokatolicki.

## Życiorys
Gedko albo Gedeon, potomek Wojsława, protoplasty rodu Powała herbu Ogończyk.
Scholastyk płocki, prepozyt kapituły katedralnej krakowskiej od 1189. Ok. 1206 został biskupem Płocka. Przez część kapituły krakowskiej został wybrany na biskupa krakowskiego w 1207 obok mistrza Wincentego. Papież na stolicę biskupią zatwierdził Wincentego.
Gedko występuje w dokumencie z 5 sierpnia 1222, w którym odstąpił biskupowi pruskiemu Chrystianowi jurysdykcję kościelną w ziemi chełmińskiej i lubawskiej. Ponadto odstąpił również dziesięciny i majątki należące do biskupstwa płockiego na tym terenie. Nadanie to służyło jako udostępnienie terenu pod bazę dla akcji misyjnej w Prusach.
Darowiznę tę zatwierdził papież Honoriusz III w bulli Cum a nobis petitur w 1223.